# Nueva Frontera
Nueva Frontera (uit het Spaans: "Nieuwe grens") is een gemeente (gemeentecode 1628) in het departement Santa Bárbara in Honduras. De hoofdplaats van de gemeente is Trascerros.

## Bevolking
De bevolking is als volgt verdeeld:
| Vrouwen | 6407 | 48,8% |
| Mannen  | 6731 | 51,2% |

## Dorpen
De gemeente bestaat uit acht dorpen (aldea), waarvan de grootste qua inwoneraantal: Trascerros (code 162801) en San José de Tarros (162807).